# Juninho Paulista
Osvaldo Giroldo Júnior (São Paulo, 22 februari 1973) - voetbalnaam Juninho Paulista (waarbij Paulista verwijst naar São Paulo) - is een voormalig Braziliaans profvoetballer. Hij speelde als middenvelder bij Sydney FC. Juninho Paulista speelde in het verleden onder meer bij Middlesbrough FC en het Braziliaans voetbalelftal, waarmee hij in 2002 wereldkampioen werd. In 2007 stopte hij met voetballen.

## Clubcarrière
Juninho begon als clubvoetballer bij Ituano Futebol Clube in 1992. Van 1993 tot 1995 speelde hij bij São Paulo FC, waar de middenvelder in 1993 de Copa Libertadores, de Supercopa Sudamericana en de Intercontinental Cup won. In 1994 volgde de Recopa Sudamericana en de Copa CONMEBOL. In 1995 vertrok de Braziliaan naar het Engelse Middlesbrough FC, waar Juninho uitgroeide tot een publiekslieveling. Van 1997 tot 1999 speelde hij voor Atlético Madrid. In 1999/2000 en van 2002 tot 2004 speelde Juninho opnieuw voor Middlesbrough FC. In 2004 won hij met de Engelse club de League Cup. Daarna volgde een weinig succesvol avontuur bij het Schotse Celtic FC. In Brazilië speelde hij nog bij CR Vasco da Gama (2000-2001), SE Palmeiras (2005-2006) en van december 2006 tot 2007 CR Flamengo. Bij CR Vasco da Gama won Juninho in 2000 de Braziliaanse landstitel en de Copa Mercosur. Bovendien speelde de middenvelder bij deze club samen met zijn naamgenoot Juninho Pernambucano, die later bij Olympique Lyonnais internationaal zou doorbreken. In 2007 tekende Juninho bij het Australische Sydney FC.

### Statistieken
| seizoen   | club             | land               | competitie              | wed. | goals |
| --------- | ---------------- | ------------------ | ----------------------- | ---- | ----- |
| 1993      | São Paulo FC     | Vlag van Brazilië  | Campeonato Brasileiro   | 16   | 1     |
| 1994      | São Paulo FC     | Vlag van Brazilië  | Campeonato Brasileiro   | 19   | 1     |
| 1995      | São Paulo FC     | Vlag van Brazilië  | Campeonato Brasileiro   | 9    | 0     |
| 1995/96   | Middlesbrough FC | Vlag van Engeland  | Premier League          | 21   | 2     |
| 1996/97   | Middlesbrough FC | Vlag van Engeland  | Premier League          | 36   | 10    |
| 1997/98   | Atlético Madrid  | Vlag van Spanje    | Primera División        | 23   | 6     |
| 1998/99   | Atlético Madrid  | Vlag van Spanje    | Primera División        | 32   | 8     |
| 1999/00   | Middlesbrough FC | Vlag van Engeland  | Premier League          | 28   | 4     |
| 2000      | CR Vasco da Gama | Vlag van Brazilië  | Campeonato Brasileiro   | 17   | 4     |
| 2001      | CR Vasco da Gama | Vlag van Brazilië  | Campeonato Brasileiro   | 15   | 4     |
| 2002/03   | Middlesbrough FC | Vlag van Engeland  | Premier League          | 10   | 3     |
| 2003/04   | Middlesbrough FC | Vlag van Engeland  | Premier League          | 31   | 8     |
| 2004/05   | Celtic FC        | Vlag van Schotland | Scottish Premier League | 15   | 1     |
| 2005      | SE Palmeiras     | Vlag van Brazilië  | Campeonato Brasileiro   | 23   | 5     |
| 2006      | SE Palmeiras     | Vlag van Brazilië  | Campeonato Brasileiro   | 37   | 13    |
| 2007      | CR Flamengo      | Vlag van Brazilië  | Campeonato Brasileiro   | 4    | 0     |
| 2007/2008 | Sydney FC        | Vlag van Australië | A-League                | 2    | 0     |

## Interlandcarrière
Tussen 1995 en 2003 speelde Juninho vijftig interlands in het nationaal elftal van Brazilië, waarin hij vijf doelpunten maakte. Zijn grootste successen met de Seleção waren het behalen van de bronzen medaille op de Olympische Spelen 1996 van Atlanta en het veroveren van de wereldtitel op het WK 2002 in Japan. Op dit toernooi speelde Juninho in vijf van de zeven wedstrijden van Brazilië. Hij begon aan het WK als basisspeler, maar Juninho moest na enkele wedstrijden plaats maken voor de jongere Gilberto Silva en Kléberson. In de finale speelde Juninho alleen de laatste vijf minuten als vervanger van Ronaldinho. Het WK 1998 in Frankrijk miste Juninho als gevolg van een beenbreuk. Vier maanden voor het WK brak de Braziliaan zijn been in het competitieduel van Atlético Madrid met Celta de Vigo. Door een versneld revalidatieprogramma was Juninho op tijd fit voor het WK, maar de toenmalige bondscoach Mario Zagallo vond hem echter niet fit genoeg.